# Irène (2002)
Irène ist eine französische Liebeskomödie aus dem Jahr 2002 und das Regiedebüt von Ivan Calbérac. In der Titelrolle ist Cécile de France zu sehen.

## Handlung
Die etwas tollpatschige Irène lebt in Paris, ist 30 Jahre alt und arbeitet als Juristin in La Défense. Sie könnte eigentlich ganz zufrieden sein mit ihrem Leben, wäre sie nicht schon seit vier Jahren Single. Nach einem Besuch bei ihren Eltern, die sich um sie Sorgen machen, weil sie keinen Freund hat, und schon glauben, sie sei lesbisch, kehrt sie in ihre neue, noch leerstehende Wohnung zurück und ist entschlossen, endlich einen Mann für eine dauerhafte Beziehung zu finden. Sie wirft schließlich ein Auge auf Luca, einen Kollegen aus der Finanzabteilung, der sich von ihren unbeholfenen Annäherungsversuchen zunächst irritiert zeigt, aber ihr schließlich doch seine E-Mail-Adresse gibt.
Unterdessen soll Handwerker François ihr das Wohnzimmer neu streichen. Obwohl sie ihren Frust über ihr nicht vorhandenes Liebesleben immer wieder genervt an ihm auslässt, bleibt François freundlich und erklärt der technisch überforderten Irène geduldig, wie sie mit ihrem neu erworbenen Notebook ins Internet gelangt, um so mit Luca chatten zu können. Dieser teilt ihr schon bald mit, dass er beruflich in Tokio sei und sie sich deshalb für mehrere Monate nicht treffen könnten. Sein Angebot, per Webcam trotzdem in Kontakt zu bleiben, lehnt Irène jedoch ab.
Als Irène früher von der Arbeit nach Hause kommt und unter die Dusche gehen will, trifft sie dort nackt auf den ebenfalls nackten François, der sich für ein Rendezvous frisch machen wollte, und wirft ihn wütend aus ihrer Wohnung. Weil er sich drei Tage lang nicht blicken lässt und auch telefonisch nicht erreichbar ist, sucht ihn Irène in seiner Wohnung auf. Wie sich herausstellt, hat François einen einjährigen Sohn mit seiner Frau Eve, von der er jedoch getrennt lebt, und war deshalb mehrere Tage nicht erreichbar. François, der eigentlich Musiker ist, aber von seiner Musik nicht leben kann, lädt Irène kurzerhand ein, zum Abendessen zu bleiben, und spielt ihr später eine von ihm komponierte Melodie auf seinem Klavier vor. Als Irène wieder gehen möchte, kommt es zu einem Kuss und sie schlafen miteinander. Am nächsten Morgen hört Irène, wie François’ Frau Eve ihm in der Küche entrüstet Vorwürfe macht, mit einer anderen Frau geschlafen zu haben. Wütend verlässt Irène die Wohnung.
Frustriert über ihre Situation als alleinstehende Frau kauft sich Irène eine Webcam, um per Videochat erneut mit Luca in Kontakt zu treten, und lässt sich sogar auf Cybersex mit ihm ein. Beim Frühstück zeigt sich Luca während ihres Videochats eifersüchtig, als plötzlich François auftaucht und Irène vor einer großen Spinne rettet. Irène versichert Luca, dass zwischen ihr und François nichts sei, und verspricht ihm für den Abend eine Überraschung. François wiederum, der mit ihr über seine Frau sprechen will, wird von ihr abgewiesen.
Im Tutu, so wie es sich Luca schon seit längerem von ihr gewünscht hat, führt Irène am Abend erneut einen Videochat mit ihm. Als sie jedoch durch einen Anruf ihrer Freundin und Arbeitskollegin Salomé erfährt, dass Luca sie angelogen hat und gar nicht in Tokio ist, sondern in Paris, stellt sie ihn aufgebracht zur Rede. Luca gibt notgedrungen zu, sie die ganze Zeit angelogen zu haben, und entschuldigt sich. Eine Beziehung abseits des Internets kommt für ihn jedoch nicht infrage. Vor lauter Wut zerstört Irène ihr Notebook. Sie betrinkt sich und läuft anschließend weinend in ihrem Tutu durch die Straßen von Paris. Als sie ungehalten gegen ein Auto tritt und sie dessen Besitzer, der sich vorher über sie lustig gemacht hat, beschimpft und zu Boden schubst, landet sie mit dem Gesicht auf dem Gehsteig. Am nächsten Tag geht sie nicht zur Arbeit. François, der immer noch ihre Wohnung streicht, versichert ihr, dass er und seine Frau getrennt seien, worauf Irène jedoch nur mürrisch reagiert.
Irène, die sich schließlich fragen muss, was sie eigentlich von einer Beziehung erwartet, fährt zu ihren Eltern in die Normandie. Nach einem Besuch ihrer Freundin Salomé, die im Gegensatz zu Irène und der gemeinsamen Freundin Sophie immer ein überzeugter Single war, aber nun Liebeskummer wegen eines Mannes hat, der an einer richtigen Beziehung kein Interesse zeigt, versucht Irène im Haus ihrer Eltern, auf ihrem alten Klavier die Melodie einzustudieren, die ihr François vorgespielt hat. Zurück in Paris lässt sie vor seinem Haus ihr Klavier aufstellen und beginnt, die von ihm komponierte Melodie zu spielen. François öffnet schließlich das Fenster, und sie lächeln einander glücklich an.

## Hintergrund

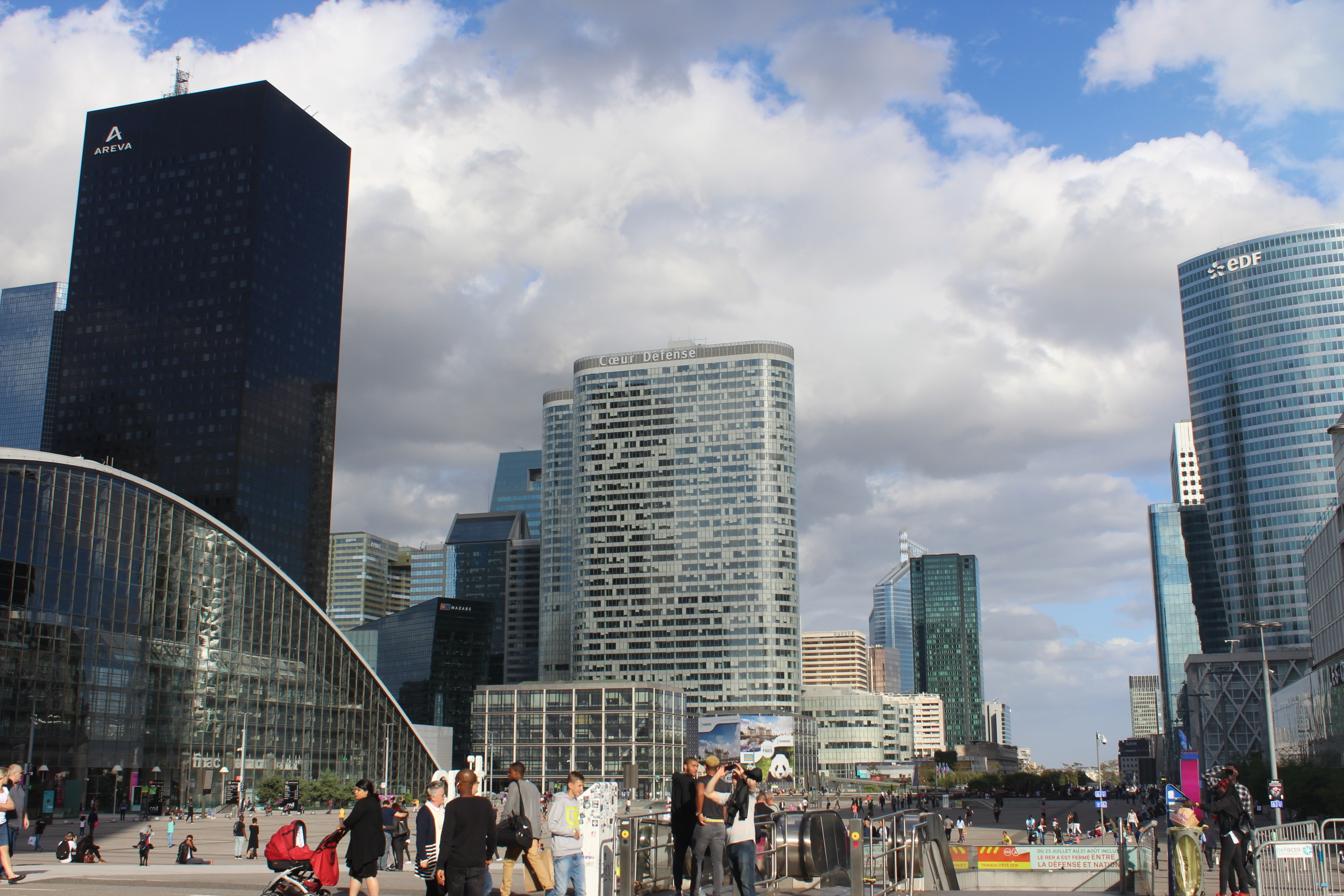
Der Vorplatz von La Défense, ein Drehort des Films

Gedreht wurde in Paris, unter anderem am Pont de Bercy, und in der nahegelegenen Bürostadt La Défense sowie in Chaussy im Département Val-d’Oise. Das Szenenbild gestaltete Sylvie Olivé, als Kostümbildnerin trat Laurence Struz in Erscheinung. Das Budget des Films lag bei zwei Millionen Euro.
Neben der Filmmusik von Laurent Aknin und Julien Schultheis ist im Film mehrfach das Lied Wild Wood von Paul Weller zu hören. Zur Musikauswahl zählen ebenfalls Unintended von Muse und Va y avoir du sport von Silmarils. Den im Abspann zu hörenden englischsprachigen Titelsong Irene schrieb Regisseur Calbérac zusammen mit Julien Schultheis, der den Song auch für den Film interpretierte.
Irène kam am 26. Juni 2002 in die französischen Kinos, wo den Film rund 241.000 Zuschauer sahen. Weltweit spielte er über eine Million Dollar an den Kinokassen ein. In Deutschland wurde er erstmals am 11. August 2004 von Premiere im Pay-TV gezeigt. Im Februar 2005 erschien er auf DVD. Im deutschen Free-TV war Irène erstmals am 19. Februar 2006 im Programm des MDR zu sehen.

## Kritiken
Das Lexikon des internationalen Films bezeichnete Ivan Calbéracs Regiedebüt als „[v]orhersehbare romantische Komödie, die mit den Höhen und Tiefen eines Single-Lebens ein neues urbanes Lebensgefühl beschreiben will“. Der Film könne jedoch „mit einigen hübschen Dialogen und einer sympathischen Hauptdarstellerin“ punkten. Der Filmzeitschrift Cinema zufolge habe Hauptdarstellerin Cécile de France „das bemerkenswerte Kunststück“ vollbracht, „die hinlänglich bekannte Geschichte frisch und unterhaltsam wirken zu lassen“. Der „unverbraucht[e] Charme“ des belgischen Shootingstars sorge für „Augenblicke des Glücks“. Das Fazit zum Film lautete daher auch: „Echt niedlich, mit einem Hauch Tristesse.“
Für Le Parisien war Irène „eine lustige Komödie […], in der Cécile de France beweist, dass sie bereits eine großartige Schauspielerin ist“. L’Express merkte an, dass sich Ivan Calbérac für sein Regiedebüt „nicht gerade das originellste Thema“ ausgesucht habe. Das vor allem in Frauenzeitschriften beliebte Sujet einer 30-jährigen Frau auf der Suche nach ihrem Traumprinzen hätten bereits viele Regisseure vor ihm aufgegriffen. Die Variante, die Calbérac hier anbiete, verdiene dennoch Aufmerksamkeit.
Auf den ersten Blick wirke der Film wie eine französische Version von Bridget Jones – Schokolade zum Frühstück, konstatierte Le Monde. „Doch wo die britische Heldin grenzenlose Energie und Selbstironie zeigte“, sei Irène – „von Cécile de France mit erfrischender Leichtigkeit gespielt“ – eine Figur, die nie mit der Welt um sie herum in Kontakt komme. Ohne wirklich zu wissen, ob es vom Drehbuch so beabsichtigt gewesen sei oder es einfach an der Figur liege, komme man als Zuschauer in „eine seltsam unangenehme Situation“: Die Szenen, die „ohne großen Erfindungsreichtum“ Irènes Tollpatschigkeit zeigen, seien statt „urkomisch“ eher „bitter und erbärmlich“. Ihre nervöse, linkische und aggressive Art sorge für Unbehagen. Nach ihrer Enttäuschung durch Luca und ihrem tränenreichen Gang durch die Straßen von Paris, bei dem sie mit dem Gesicht im Dreck auf dem Boden lande, sei es für den Film zudem „schwierig, den leichteren Ton der romantischen Komödie wieder aufzunehmen, der den Helden und die Heldin auf eine Weise zusammenbringt, die ebenso vorhersehbar wie tröstlich ist“. Am Ende könne Calbéracs Debüt „mit seiner Fernsehfilmästhetik und seiner Galerie stereotyper Nebenfiguren“ daher nur durch seine Makel reizen: Indem es ihm nicht gelungen sei, „die Unebenheiten und Fehler seiner Heldin zu beseitigen“, habe der Regisseur Irène zu „einer echten Persönlichkeit“ gemacht.
Lisa Nesselson von Variety lobte Cécile de France, die in der Titelrolle „eine bemerkenswerte Leistung“ gezeigt habe. Die Handlung nehme sich auf „leichte und amüsante Weise“ eines Themas an, das einen der Grundpfeiler des US-Fernsehens bilde, aber seltener im französischen Kino zu sehen sei. Entstanden sei „ein unterhaltsamer Pausenfilm für Festivals“, der sich auch für das Kabelfernsehen und Europas Free-TV eigne. Er thematisiere auf teils neuen Pfaden „die missverständlichen Signale, die junge städtische Berufstätige manchmal senden“, vor allem über das Internet.

## Auszeichnungen
Der Film erhielt 2002 beim Festival du film de Cabourg eine besondere Erwähnung der Jury. Beim Festival de Cine de Bogotá war er 2003 im Rennen um den Preis in der Kategorie Bester Film. Bei der César-Verleihung 2003 war er in der Kategorie Bestes Erstlingswerk für den César nominiert.